# Gaetano D'Agata

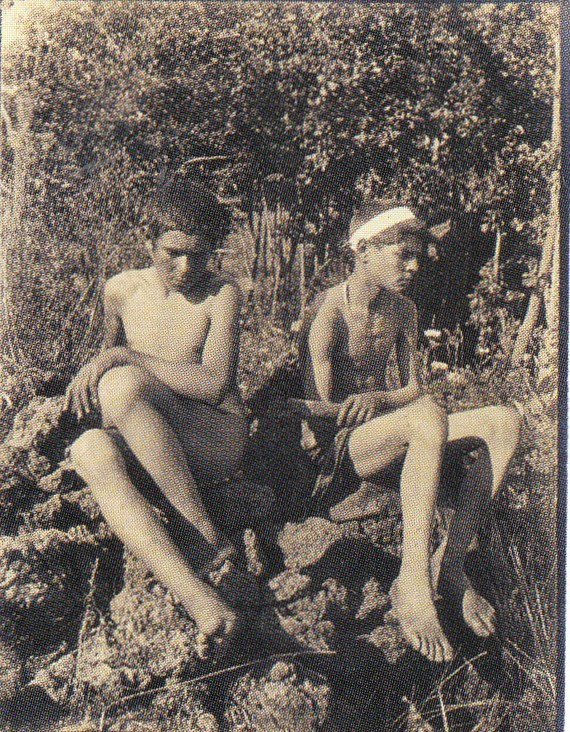
Dos chicos desnudos en un jardín, obra de Gaetano

Gaetano D'Agata (1883-1949) fue un fotógrafo de paisajes italiano, que trabajó principalmente en Taormina antes de la Segunda Guerra Mundial.

## Biografía
Gaetano D'Agata  nació en Aci Sant'Antonio en la provincia de Catania. Llegó muy joven a Taormina, y se establecieron allí, casándose con una mujer local.
Viajó con asiduidad fuera de Italia a Irlanda, España, la India y los Estados Unidos, donde abrió un estudio fotográfico en Nueva York, que permaneció abierto solo por un año.
Falcone lo señala como uno de los ayudantes de Wilhelm von Gloeden en el periodo del apogeo de su éxito, es decir, hacia la primera década del siglo XX. Prueba de esta colaboración quedan varias de sus fotografías ambientadas en el jardín del propio Gloeden.
En los albores de la Primera Guerra Mundial D'Agata consiguió abrir su propio estudio fotográfico, que como indican los sellos impresos en el reverso de sus fotos estaba en Corso Umberto, la calle principal de Taormina.

## Obra comercial
D'Agata tuvo una más que digna producción como paisajista, y muchas de sus fotografías de este género se usaron en tarjetas postales que estuvieron circulando durante décadas. Su producción estaba destinada a satisfacer la demanda de escenas típicas del gran público y la prensa de la época, con temas como los carros sicilianos, el Etna humeante, el teatro griego de Taormina y el paisanaje del lugar. Algunas de sus imágenes llegaron a distribuirse en masa con decenas de miles de copias. En este campo D’Agata demostró ser un buen fotógrafo comercial y técnicamente a la altura del mercado que había elegido. Esta obras también recibieron premios, como revela el hecho de que sus postales se firmaban como «Premiata Fotografia d'Arte G. D'Agata» (Fotografía artística premiada G. D’Agata)

## Desnudos masculinos
Además de a los paisajes D'Agata se dedicó entre 1920 y 1930, aproximadamente, a realizar fotografías artísticas de hombres desnudos, producción con la que obtuvo menos éxito. Sus fotografías de esta temática imitan demasiado el arte de Gloeden, lo que les priva de originalidad. Al fotógrafo siciliano le faltaba el trasfondo cultural y artístico que tenía Gloeden, y su universo de modelos de referencia se limitaba al propio Gloeden. Sus desnudos masculinos giran alrededor del imaginario creado por Gloeden, del que reproduce temas, poses y ambientaciones, limitándose a variaciones sobre ellos. Por ejemplo, su imagen más famosa no es nada más que una imitación descarada de una de las imágenes de mayor éxito de Gloeden, Caín. A pesar de la falta de originalidad de sus obras de esta temática su factura y aspectos técnicos son impecables, lo que ha hecho que actualmente sean cotizadas en el mercado de antigüedades.

## Crítica
Según Giuseppe Vanzella:

Gaetano D'Agata intentó energicamete mantener, con empeño personal, un proyecto de trabajo basado en su fotografía, no sólo como un instrumento de documentación, sino además de improvisación artística. (...) Su trabajo consistió, en su mayor parte, en la recuperación del punto de vista tradicional del paisaje, apenas impregnado por el encanto de un pictorialismo formal, adecuado para un público medio interesado en el arte.